# John Motherby
John Motherby (* 16. September 1784 in Königsberg; † 19. Oktober 1813 in Leipzig) war ein ostpreußischer Regierungsrat, der in der Völkerschlacht bei Leipzig fiel, wo ein Denkmal an ihn erinnert.

## Leben
John Motherby war der Sohn des als Jugendlicher aus England nach Königsberg eingewanderten und später als Kaufmann tätigen Robert Motherby (1736–1801) und dessen französischstämmiger Ehefrau Charlotte. geborene Toussaint (1742–1794). John war der Jüngste von elf Geschwistern, von denen zwei kurz nach der Geburt starben. Einer seiner Brüder war der Arzt William Motherby (1776–1847). Die Motherby-Kinder erhielten eine umfassende und feinsinnige Ausbildung, nicht zuletzt weil der Philosoph Immanuel Kant (1724–1804) mit Robert Motherby befreundet war und als väterlicher Freund der Familie galt. Sie sprachen fließend deutsch, englisch und französisch.

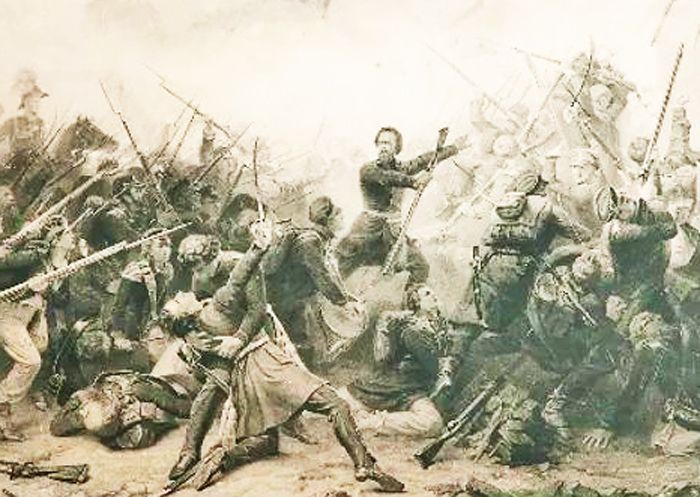
Motherbys Tod in den Armen eines Kameraden

John Motherby studierte Jura und wanderte nach dem Abschluss zwei Jahre durch Deutschland und Europa, wobei er auch Paris und Genua besuchte. Nach seiner Rückkehr wurde er Regierungsrat in Königsberg.
Als mit dem Eintritt Preußens in die Befreiungskriege im Frühjahr 1813 die Königsberger Landwehr aufgestellt wurde, meldete sich John Motherby freiwillig und wurde Hauptmann in dem von Major Karl Friedrich Friccius (1779–1856) geführten 1. ostpreußischen Landwehr-Bataillon. Nach Kämpfen bei Großbeeren und Dennewitz nahm diese Einheit an der Erstürmung des Äußeren Grimmaischen Tores am 19. Oktober 1813 teil. Bei dieser Aktion fand John Motherby durch einen Kopfschuss den Tod. Am 20. Oktober wurde er auf dem nahen Johannisfriedhof beerdigt.

## Ehrungen

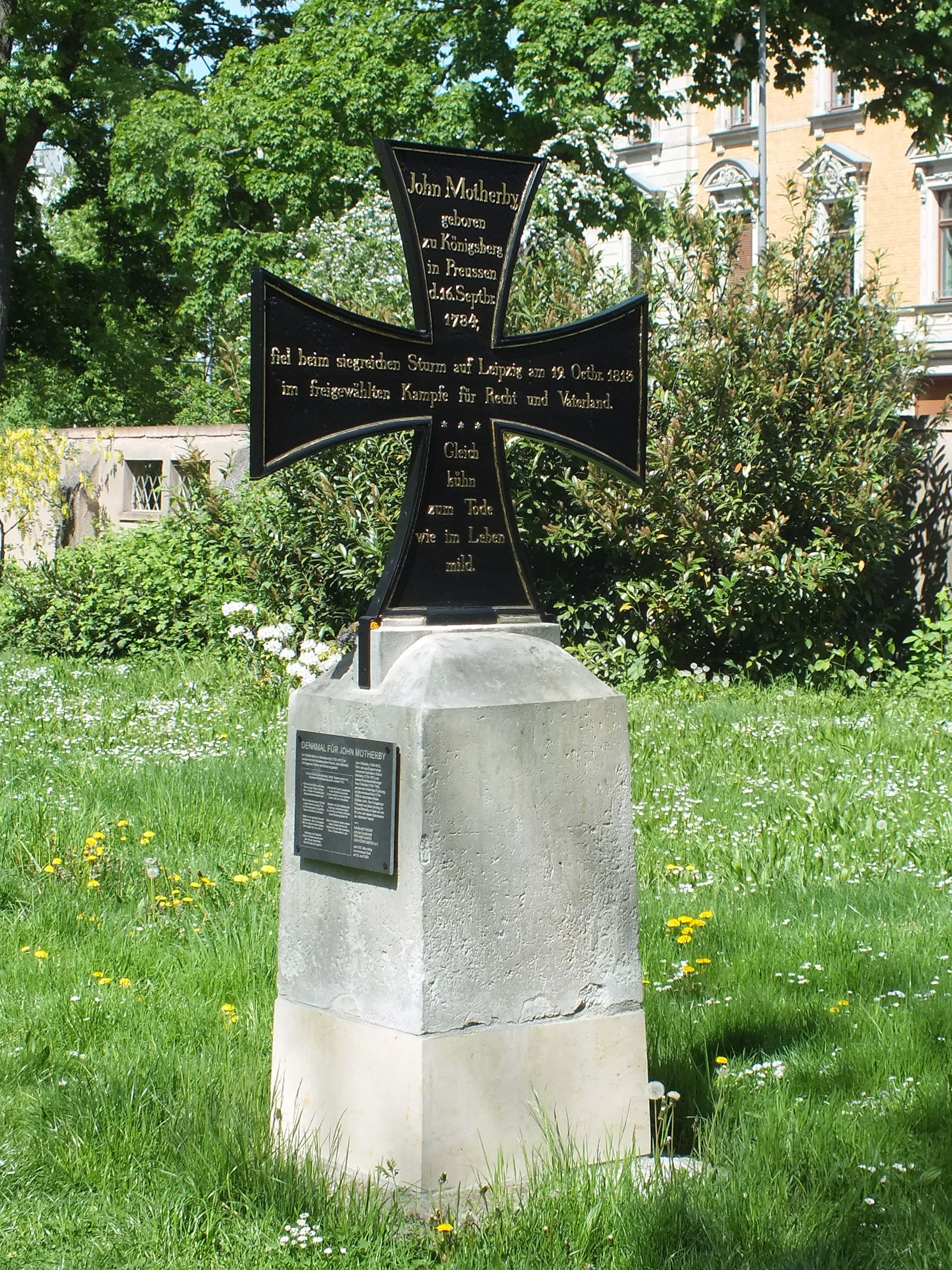
Motherby-Denkmal (2025)
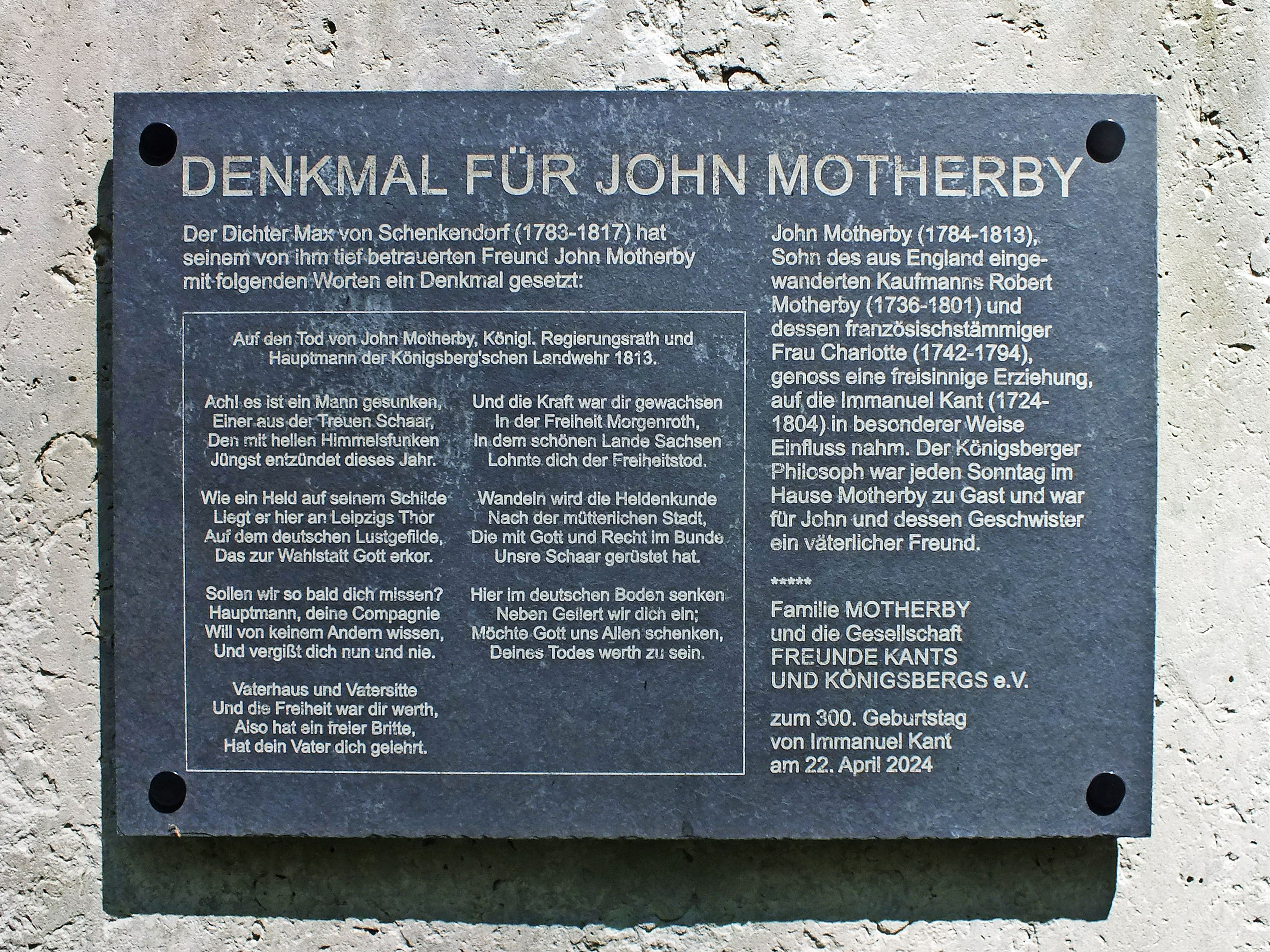
Schenkendorf-Gedicht auf der Infotafel (2025)

- John Motherbys Grabstein auf dem Alten Johannisfriedhof in Leipzig wurde zu einem Denkmal gestaltet.
- Motherbys Freund Max von Schenkendorf (1783–1817) schrieb das Gedicht Auf den Tod von John Motherby, das seit 2024 am Leipziger Denkmal zu lesen ist.